# Tarnowskie Góry
Tarnowskie Góry (tyska: Tarnowitz) är en stad i södra Polen med 61 642 invånare (2005).